# Carolin Walter (Schauspielerin)
Carolin Walter (* 1985 in Eisenach) ist eine deutsche Schauspielerin.

## Leben
Carolin Walter wuchs in Ruhla auf. Mit 13 Jahren wurde sie Mitglied des Wartburg-Ensembles und sammelte im Rahmen eines Praktikums erste Bühnenerfahrung am Thüringer Landestheater Eisenach. Nach einem Schauspielstudium an der Berliner Schauspielschule Etage folgten verschiedene Theaterhauptrollen (u. a. 2010 in dem Psychothriller Hard Candy unter der Regie von Jens Kipper im Theater am Schlachthof Neuss in Neuss) und eine Nebenrolle im Kinofilm Effi Briest. Sie wirkte in mehreren Kurzfilmen der Deutschen Film- und Fernsehakademie in Berlin mit und stand beim Schauspiel Luther im Landestheater Eisenach auf der Bühne.
Im Sommer 2012 stand sie in Österreich für die Märchenverfilmung Die Schöne und das Biest vor der Kamera.
Von 2014 bis 2019 verkörperte sie eine der Hauptrollen in der ZDF-Serie Bettys Diagnose. 2022 übernahm die Rolle der Katja Lange in der fünfteiligen MDR-Produktion „Die Pflegionärin“.

## Filmografie
- 2009: Effi Briest
- 2012: Die Schöne und das Biest (Fernsehfilm)
- 2015–2019: Bettys Diagnose (Fernsehserie, 96 Folgen)
- 2022: Die Pflegionärin (3 Episoden)
- 2024: WaPo Berlin (Fernsehserie, Folge Das Ende eines Traums)
- 2024: In aller Freundschaft – Die jungen Ärzte (Fernsehserie, Folge Abgrund)